# Chalarus
Chalarus är ett släkte av tvåvingar. Chalarus ingår i familjen ögonflugor.

## Dottertaxa tillChalarus, i alfabetisk ordning[1][2]
- Chalarus absonus
- Chalarus amazonensis
- Chalarus angustifrons
- Chalarus argenteus
- Chalarus basalis
- Chalarus beijingensis
- Chalarus brevicaudis
- Chalarus chilensis
- Chalarus clarus
- Chalarus connexus
- Chalarus decorus
- Chalarus delicatus
- Chalarus elegantulus
- Chalarus exiguus
- Chalarus fimbriatus
- Chalarus flosculus
- Chalarus griseus
- Chalarus gynocephalus
- Chalarus holosericeus
- Chalarus indistinctus
- Chalarus irwini
- Chalarus juliae
- Chalarus latifrons
- Chalarus lenkoi
- Chalarus leticiae
- Chalarus longicaudis
- Chalarus magnalus
- Chalarus orientalis
- Chalarus parmenteri
- Chalarus perplexus
- Chalarus proprius
- Chalarus pughi
- Chalarus rectifrons
- Chalarus spurius
- Chalarus trilineatus
- Chalarus triramosus
- Chalarus unilacertus
- Chalarus velutinus
- Chalarus xanthopodus
- Chalarus zanganus
- Chalarus zlobini
- Chalarus zyginae